# Isolation
Az Isolation a magyar Septicmen együttes ötödik nagylemeze. Az album 2012-ben jelent meg a Nail Records (a Hammer Music alkiadója) gondozásában. A változatlan felállásban rögzített Isolation zeneileg az előző, Transit című nagylemez egyenes folytatásának tekinthető. Az album megjelenésével egy időben mutatták be a Human Box dalhoz készült klipet.
2012 őszén Garai Tibor gitáros és Németh Róbert dobos kilépett a zenekarból, majd a következő év januárjában Szalai "Vernon" Béla is követte őket. A lemeznyitó Dark Side dalhoz készített videoklip már ezután jelent meg.

## Az album dalai
1. Dark Side - Dead Light
2. Other World
3. Silver Moon
4. Blessing and Curse
5. Anyone Who Goes
6. Naked God
7. Human Box
8. Night Call
9. Crash
10. Horizon
11. Water in the Sky
12. The Gallow

## Közreműködők
- Korcsmár Gyula – gitár, ének
- Garai Tibor – gitár
- Szalai "Vernon" Béla – basszusgitár
- Németh Róbert – dobok